# Нойштадт-ан-дер-Айш-Бад-Виндсхайм
Нойштадт-ан-дер-Айш-Бад-Виндсхайм (нем. Neustadt an der Aisch-Bad Windsheim) — район в Германии, в административном округе Средняя Франкония Республики Бавария. Официальный ключ — 09 5 75. Центр района — город Нойштадт-ан-дер-Айш.
По данным на 31 декабря 2015 года:
- территория — 126 755,92 га;[3]
- население — 98 751 чел.;[1][4]
- плотность населения — 77,91 чел./км²;
- землеобеспеченность с учётом внутренних вод — 12 835,91 м²/чел.

## Административно-территориальное устройство
В состав района входят в общей сложности 38 общин (муниципалитетов), в том числе пять городских, 16 ярмарочных и 17 сельских.
Тридцать общин района объединены в 7 административных сообществ. На территории района также расположена одна ненаселённая межобщинная (неинкорпорированная, некорпоративная, невключённая) территория Озинг (нем. Gemeindefreies Gebiet Osing) площадью 274,27 га.

### Городские общины
1. Бад-Виндсхайм (12047	чел.,	7825.18	га)
2. Бургбернхайм (3109	чел.,	4229.82	га)
3. Нойштадт-ан-дер-Айш (12805	чел.,	6123.47	га)
4. Уффенхайм (6320	чел.,	5946.76	га)
5. Шайнфельд (4586	чел.,	4511.04	га)

### Ярмарочные общины
1. Бауденбах (1171	чел.,	2209.27	га)
2. Бургхаслах (2552	чел.,	4398.1	га)
3. Даксбах (1705	чел.,	2057.79	га)
4. Зугенхайм (2255	чел.,	6338.19	га)
5. Ильфельд (2912	чел.,	3123.1	га)
6. Иппесхайм (1087	чел.,	2356.6	га)
7. Ипсхайм (2107	чел.,	4226.58	га)
8. Маркт-Бибарт (1905	чел.,	3009.25	га)
9. Маркт-Нордхайм (1150	чел.,	3931.98	га)
10. Маркт-Ташендорф (992	чел.,	2765.76	га)
11. Маркт-Эрльбах (5620	чел.,	6089.74	га)
12. Марктбергель (1547	чел.,	2419.69	га)
13. Нойхоф-ан-дер-Ценн (2082	чел.,	3085.52	га)
14. Обернценн (2714	чел.,	3967.44	га)
15. Обершайнфельд (1144	чел.,	4226.64	га)
16. Эмскирхен (5956	чел.,	6726.99	га)

### Сельские общины
1. Вайгенхайм (979	чел.,	3264.41	га)
2. Вильгельмсдорф (1482	чел.,	780.51	га)
3. Галльмерсгартен (737	чел.,	1517.61	га)
4. Герхардсхофен (2529	чел.,	2720.73	га)
5. Голльхофен (833	чел.,	1702.48	га)
6. Гутенштеттен (1308	чел.,	2136.68	га)
7. Диспекк (3659	чел.,	2099.51	га)
8. Дитерсхайм (2218	чел.,	3122.73	га)
9. Зиммерсхофен (877	чел.,	3419.22	га)
10. Иллесхайм (876	чел.,	2141.25	га)
11. Лангенфельд (1012	чел.,	720.43	га)
12. Мюнхштайнах (1356	чел.,	2946.89	га)
13. Обериккельсхайм (693	чел.,	1822.28	га)
14. Траутскирхен (1323	чел.,	1982.7	га)
15. Хагенбюхах (1369	чел.,	1150.16	га)
16. Хеммерсхайм (648	чел.,	2382.93	га)
17. Эргерсхайм (1086	чел.,	3002.23	га)

### Межобщинная территория
1. Озинг (нем. Osing) (0)

### Административные сообщества
Бургбернхайм
1. Бургбернхайм (3057)
2. Галльмерсгартен (806)
3. Иллесхайм (892)
4. Марктбергель (1654)

Диспекк
1. Бауденбах (1193)
2. Гутенштеттен (1414)
3. Диспекк (3669)
4. Мюнхштайнах (1476)

Ильфельд
1. Герхардсхофен (2539)
2. Даксбах (1751)
3. Ильфельд (2976)

Нойхоф-ан-дер-Ценн
1. Нойхоф-ан-дер-Ценн (2085)
2. Траутскирхен (1344)

Уффенхайм
1. Вайгенхайм (1014)
2. Голльхофен (825)
3. Зиммерсхофен (982)
4. Иппесхайм (1157)
5. Маркт-Нордхайм (1166)
6. Обериккельсхайм (698)
7. Уффенхайм (6404)
8. Хеммерсхайм (685)
9. Эргерсхайм (1179)

Хагенбюхах-Вильгельмсдорф
1. Вильгельмсдорф (1293)
2. Хагенбюхах (1231)

Шайнфельд
1. Зугенхайм (2391)
2. Лангенфельд (1020)
3. Маркт-Бибарт (2000)
4. Маркт-Ташендорф (1093)
5. Обершайнфельд (1303)
6. Шайнфельд (4751)

### Упразднённые административные сообщества
Ипсхайм
1. Дитерсхайм
2. Ипсхайм
3. Унтернессельбах

Маркт-Эрльбах
1. Маркт-Эрльбах
2. Нойхоф-ан-дер-Ценн
3. Траутскирхен

Эмскирхен
1. Вильгельмсдорф
2. Хагенбюхах
3. Эмскирхен

Данные о населении приведены по состоянию на 31 декабря 2015 года (по административным сообществам — на 31 декабря 2010 года).

Данные о территории приведены по состоянию на 31 декабря 2015 года.

## Население
По оценке на 31 декабря 2015 года население района Нойштадт-ан-дер-Айш-Бад-Виндсхайм составляет 98 751 чел. 

| Дата      | 1840  | 1871  | 1900  | 1925  | 1939  | 1950   | 1961  | 1970  | 1987  | 2011  |
| --------- | ----- | ----- | ----- | ----- | ----- | ------ | ----- | ----- | ----- | ----- |
| Население | 73736 | 74539 | 70060 | 68342 | 70488 | 102484 | 86771 | 86868 | 85686 | 97475 |

| Год       | 1960  | 1970  | 1980  | 1990  | 2000  | 2009  | 2010  | 2011  | 2012  | 2013  | 2014  | 2015  |
| --------- | ----- | ----- | ----- | ----- | ----- | ----- | ----- | ----- | ----- | ----- | ----- | ----- |
| Население | 85881 | 87045 | 84639 | 89186 | 98671 | 98044 | 97558 | 97518 | 97409 | 97482 | 97808 | 98751 |